# Glycidylmethacrylaat
Glycidylmethacrylaat (afgekort tot GMA) is de ester van glycidol en methacrylzuur. Het is een heldere, kleurloze vloeistof. Het molecuul heeft twee functionele groepen: een epoxygroep en een methacrylgroep. Beide groepen kunnen in polymerisaties reageren met vele andere monomeren.

## Synthese
De rechtstreekse verestering van methacrylzuur met glycidol is niet geschikt voor industrieel gebruik omdat glycidol te onstabiel is. Glycidylmethacrylaat wordt industrieel geproduceerd door de reactie van epichloorhydrine met methacrylzuur, gevolgd door de dehydrochlorering van de gevormde ester; of door eerst een alkalimetaalzout van methacrylzuur (zoals natriummethacrylaat) te vormen en dit met epichloorhydrine te reageren tot de gewenste ester.

## Toepassingen
Glycidylmethacrylaat is een comonomeer voor epoxyharsen; de epoxygroepen kunnen vernet worden tot een onoplosbare coating. Dergelijke harsen worden in verven en poedercoatings gebruikt. GMA gebruikt men ook om epoxygroepen in polyolefinen en andere acrylaatharsen in te bouwen.